# Cnemidophorus arubensis
Cnemidophorus arubensis är en ödleart som beskrevs av  Lidth De Jeude 1887. Cnemidophorus arubensis ingår i släktet Cnemidophorus och familjen tejuödlor. Inga underarter finns listade i Catalogue of Life.